# مارسل داسو
مارسل داسو، (به فرانسوی: Marcel Dassault) (زاده ۲۲ ژانویه ۱۸۹۲ - درگذشته ۱۷ آوریل ۱۹۸۶) کارآفرین، صنعتگر و مخترع فرانسوی بود، که در سال ۱۹۲۹ شرکت داسو اویاسیون را تأسیس نمود.